# JPMorgan Chase
JPMorgan Chase & Co este o bancă americană și una dintre cele mai vechi instituții financiare din lume, istoria sa începând din anul 1823. Printre brandurile companiei se numără: J.P. Morgan, Chase și WaMu.
Compania are afaceri în 60 de țări și deținea, în anul 2009, active în valoare de 2,2 trilioane de dolari. În același an, numărul de angajați se ridica la 200.000 de persoane.

## Istoric
În anul 1991, Chemical Banking Corp. a fuzionat cu Manufacturers Hanover Corp., păstrând numele Chemical Banking Corp. și formând astfel a doua bancă din Statele Unite, ca mărime.
În 1995, First Chicago Corp. a fuzionat cu NBD Bancorp., formând First Chicago NBD.
În 1996, Chase Manhattan Corp. a fuzionat cu Chemical Banking Corp., formând cel mai mare grup bancar din Statele Unite.
În 1998, First Chicago NBD a fuzionat cu Banc One Corp., devenind Bank One Corp., după care a fuzionat cu First Commerce Corp. din Louisiana, devenind a patra bancă, după mărime, din Statele Unite.
În 2000, fuziunea dintre J.P. Morgan & Co. și Chase Manhattan Corp. a dus la formarea J.P. Morgan Chase & Co.
În 2004, fuziunea dintre J.P. Morgan Chase & Co. și Bank One Corp a dus la formarea actualei companii JPMorgan Chase & Co..